# Ben Winchell
Ben Winchell (* 3. Juli 1994 in Lawrenceville) ist ein US-amerikanischer Film- und Fernsehschauspieler, der vor allem für seine Rollen als Aiden im Film Teen Spirit und als Dixon Ticonderoga in der Serie A.N.T.: Achtung Natur-Talente bekannt wurde. Im Life-Action-Film Max Steel spielte er 2016 die Hauptrolle.

## Leben
Winchell wurde in Lawrenceville, Georgia geboren und wuchs in Duluth auf.
Seit 2010 war er in mehr als einem Dutzend Film- und Fernsehproduktionen zu sehen.

## Filmographie (Auswahl)
- 2010 The Pregnancy Pact (Fernsehfilm)
- 2011: Teen Spirit
- 2011–2012: Dr. Dani Santino – Spiel des Lebens (Necessary Roughness, Fernsehserie)
- 2013: Mein Leben mit Robin Hood (The Last of Robin Hood)
- 2013: Company Town (Fernsehfilm)
- 2013–2014: A.N.T.: Achtung Natur-Talente (Fernsehserie)
- 2014: The Red Road (Fernsehserie)
- 2015: Finding Carter (Fernsehserie)
- 2016: Max Steel
- 2017: Feed
- 2017: Law & Order True Crime (Fernsehserie)
- 2020: When the Streetlights Go on
- 2022: The Road to Galena